# Rostam

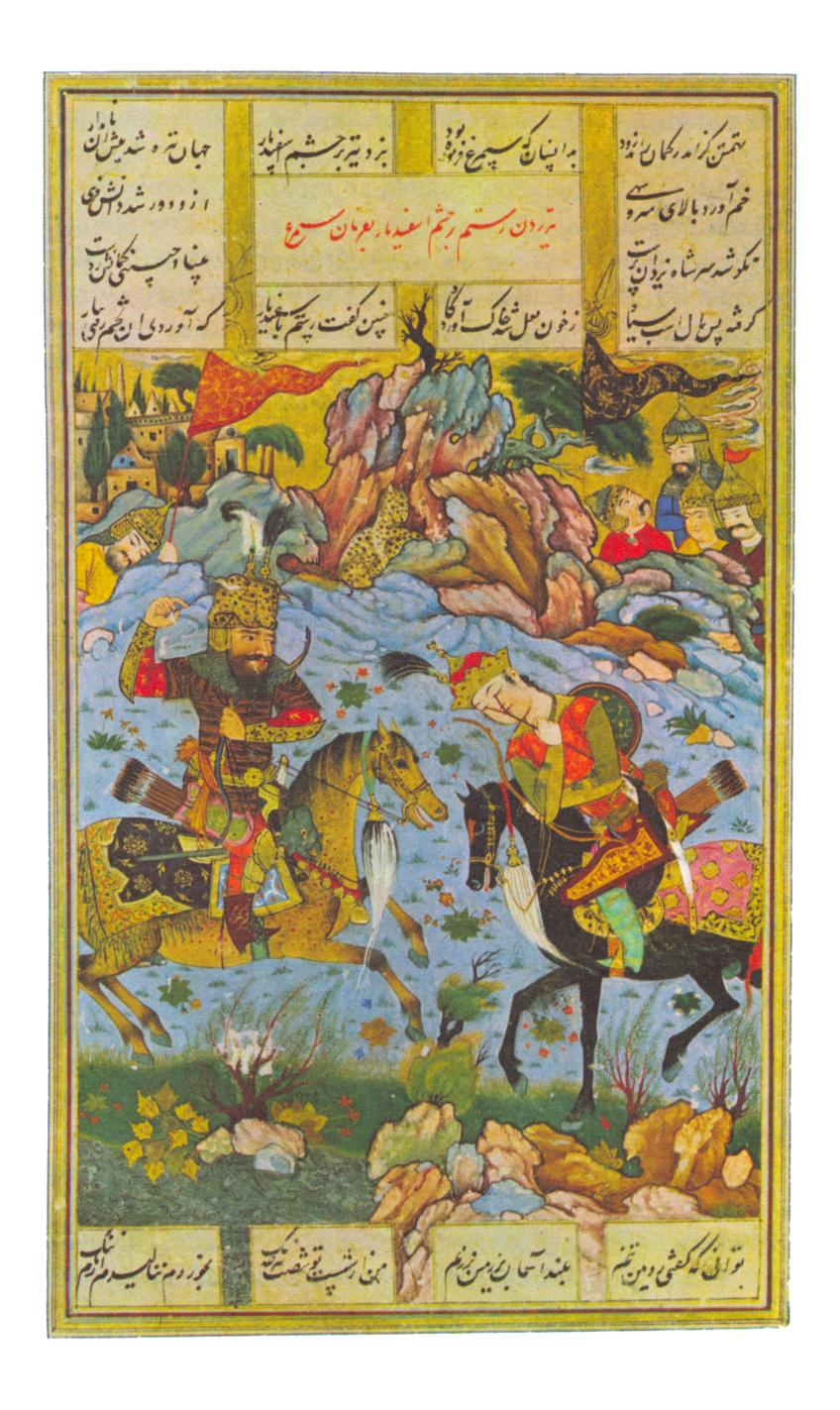
Rostam e Esfandyar

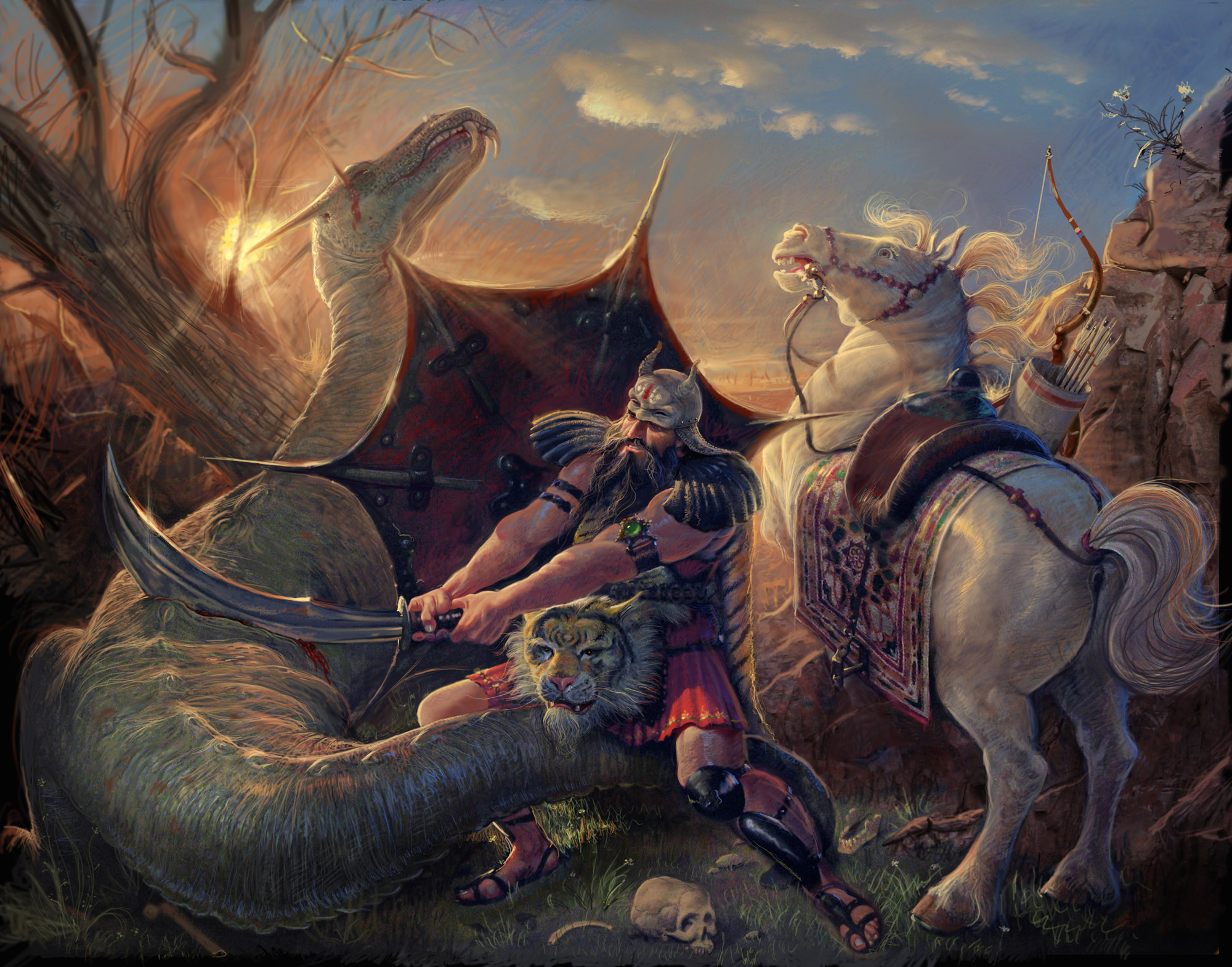
Rostam che uccide il drago. Opera di Adel Adili

Rostam (in persiano: رستم, AFI: [rosˈtæm]) è un eroe della mitologia persiana, figlio di Zal e Rudaba. In qualche modo la posizione di Rostam nella tradizione storica si ricollega curiosamente a Surena, l'eroe della battaglia di Carrhae. La figura del personaggio storico e di quello mitico condividono molte caratteristiche della personalità. In entrambi i casi ci si trova di fronte al paladino dell'Iran, il più potente degli eroi persiani, con forti reminiscenze del periodo arsacide. Rostam viene immortalato dal poeta del X secolo d.C. Ferdowsi, nel suo capolavoro epico intitolato Shahnameh, cioè Libro dei Re, contenente una summa del folclore e della storia persiani nel periodo preislamico.

## Background
Nello Shahnameh di Ferdowsi, Rostam è il campione dei campioni, e si trova coinvolto in numerose avventure, che costituiscono alcune delle più famose (e probabilmente delle meglio concepite) parti dell'intero poema. Ancora fanciullo uccide l'elefante bianco impazzito del re Manuchehr con un singolo colpo della mazza appartenente a suo nonno Sam, figlio di Nariman. Quindi cattura il celeberrimo stallone Rakhsh.  L'etimologia del nome "Rostam" risale alle radici Raodh e Takhma, dove Raodh significa "crescita, sviluppo" e Takhma significa "coraggioso".  Nell'Avesta si ritrova la forma *Raosta-takhma ed in pahlavi *Rodastahm.

### Nascita
Nella mitologia persiana la gravidanza di Rudaba per generare Rostam fu prolungata in proporzione alla straordinaria taglia del nascituro. Zal, suo marito, era sicuro che il parto l'avrebbe uccisa. Ma quando Rudaba sembrava ormai vicina alla morte Zal decide di invocare il Simurgh, che appare e lo istruisce su come praticare un Rostamzad (l'equivalente persiano del parto cesareo), salvando così sia la madre sia il bambino.

### Haft Khan-e Rostam (Le Sette Fatiche di Rostam)
Sono due gli eroi mitologici iraniani che, come il greco Ercole, affrontano imprese seriali: Esfandyar e lo stesso Rostam.
Nella prima delle sue sette fatiche è protagonista in realtà il suo cavallo, Rakhsh (il cui manto è curiosamente luccicante) che affronta un leone. Rostam lascia la corte dove è ospite e viaggia giorno e notte, compiendo in un giorno il cammino di due, senza dare tregua al poderoso Rakhsh. Stanco e affamato, cerca un luogo dove fermarsi, lamentandosi della "lentezza" del loro viaggio. Catturato un onagro (asino selvatico asiatico) col suo infallibile laccio, l'eroe estrae dalla punta di una freccia delle scintille e prepara un fuoco dove arrostire la bestia usando stoppie, spine e legno. La carne però non è di suo gradimento, ed egli getta via le ossa. Si fa una branda con un letto di giunchi. Toglie allora le briglie a Rakhsh e libera il suo cavallo nella prateria. Non teme la vicina tana di un leone nei paraggi, ma si getta sulle canne, imponente "come un elefante".
Passa un turno di guardia e il leone si fa avanti, orgoglioso: si compiace di vedere una forma tra le canne e vicino ad essa una cavalcatura. La belva progetta prima di colpire il cavallo, quindi di approfittare del cavaliere. Il leone balza allora sul cavallo, ma lo "splendente" Rakhsh esplode in tutta la sua furia e colpisce con il potente zoccolo la testa del predatore, quindi conficca i suoi denti (curiosamente appuntiti) nella schiena, lasciandolo trafitto a morte. Quando Rostam si sveglia e vede i segni della lotta combattuta durante il suo sonno rimprovera l'eroico Rakhsh, che stupidamente ha affrontato un leone da solo, rischiando la vita. Con il leone che Rostam voleva sfidare con l'elmo, la pelle di tigre, l'arco, il laccio e la mazza, insomma con tutte le sue armi portate apposta dal Mazandaran. Detto fatto, l'eroe si riaddormenta profondamente e, quando il sole si alza sopra le oscure colline, anche Rostam si leva sonnolento, striglia e sella Rakhsh, quindi prega Dio, l'Autore di Ogni Bene, e continua per la sua strada.

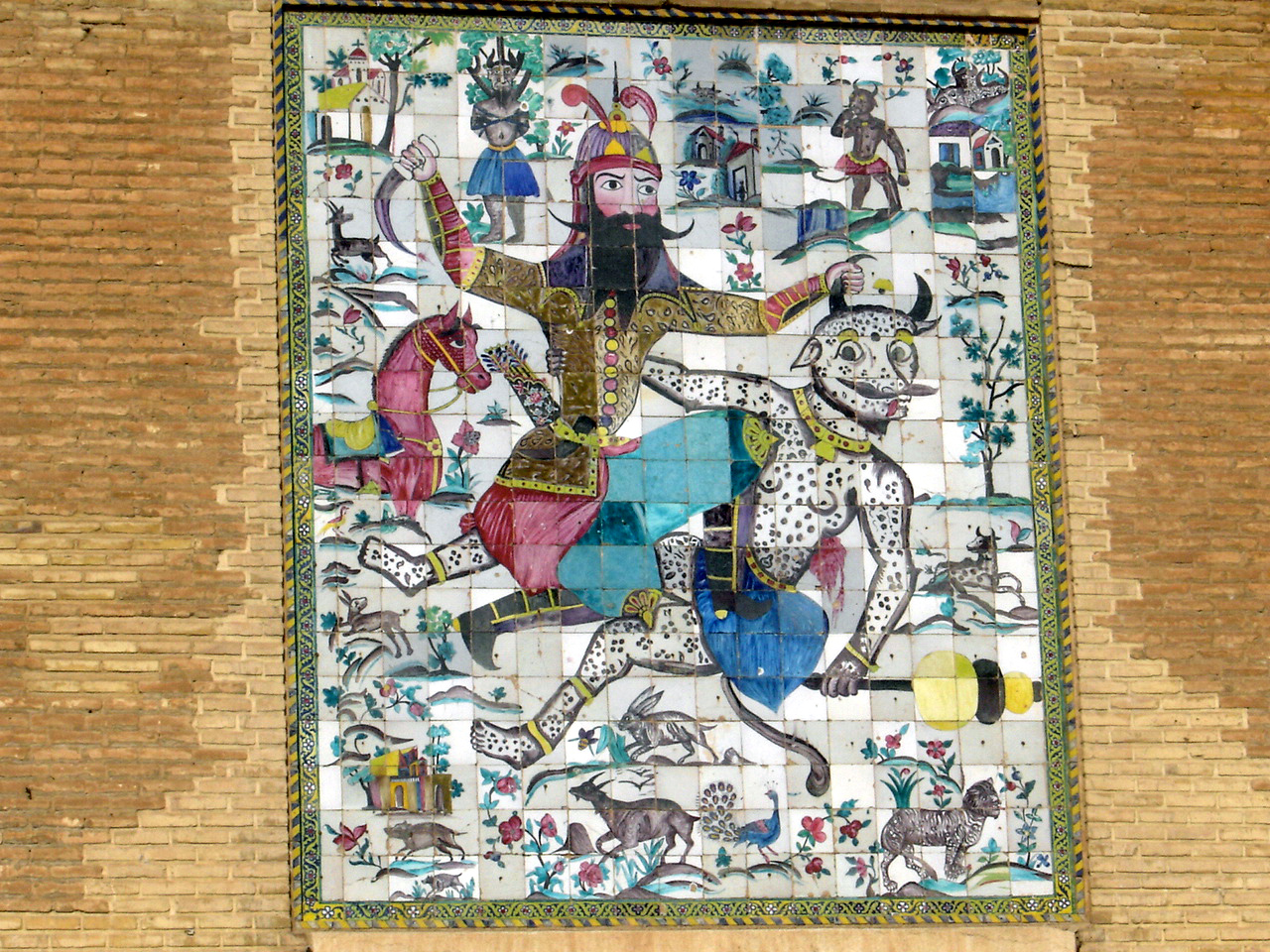
Rostam uccide il div. Sullo sfondo Rakhsh. (Mosaico policromo sulla parete principale di accesso alla Cittadella di Karim Khan a Shiraz (Iran).

Di seguito un elenco delle altre sue fatiche:
la seconda: Rostam e Rakhsh attraversano indenni il Deserto.
la terza: l'uccisione del Drago.
la quarta: Rostam sventa il complotto della Strega, uccidendola.
la quinta: Rostam punisce il Signore dei Cavalli di Olad, eroe di Mazani. Nell'occasione Olad cerca di vendicare l'umiliazione ma viene catturato da Rostam che, per salvargli la vita, richiede il suo aiuto contro "Div-e Sepid", il Demone Bianco, Capo dei Div.
la sesta: Rostam combatte il castellano di Div-e Sepid, Arjhang-e Div, uccidendo il demone e ottenendo la chiave per accedere alla rocca del Capo dei Div.
la settima: Rostam affronta Div-e Sepid in un'epica battaglia, lo uccide e libera Key Kavus, ponendo sul trono del Mazandaran l'amico Olad.
Ma fra le storie più famose di Rostam, sempre contenuta nello Shahnameh, vi è quella in cui l'eroe uccide involontariamente il suo stesso figliolo, Sohrab, senza che nessuno dei due sapesse l'identità dell'altro, se non quando era ormai troppo tardi. 

Si è ricollegata la storia di Rostam e Sohrab al lamento di Ildebrando.
Un altro famoso episodio della carriera di Rostam lo vede combattere il dēw (in persiano moderno div, "demone") chiamato Akvan, che in forma di onagro stava rovinando gli armenti della Persia. Il Re capisce che non si può trattare di un fenomeno naturale, ma che lo stesso Ahriman doveva aver deciso di distruggere l'Iran-Shahr (il Paese degli Arii). Solo Rostam naturalmente poteva affrontare la missione.
Vanno infine notate le similitudini tra le vicende di Rostam e quelle che hanno per protagonista l'eroe irlandese Cú Chulainn. Entrambi guerrieri invincibili, uccisori in giovane età di bestie feroci, uccisori nella maturità dei propri stessi figli, assassinati con un tradimento ma capaci di uccidere il proprio carnefice prima della fine.

### Credito popolare
Un episodio folcloristico riportato da Afshin Molavi oppone seppure amichevolmente Rostam niente meno che all'Imam sciita ʿAlī. I due si equivalgono e l'incontro di lotta si risolve in un pareggio. Ma l'invocazione di Dio da parte di ʿAlī cambia le sorti del confronto a suo favore. Tuttavia nessun rancore tra i due contendenti che si danno la mano e si abbracciano. Evidentemente la figura di Rostam era così cara agli Iranici da non poter essere demonizzata, ma da esser posta appena sotto quella del loro personaggio più sacro dopo aver abbracciato distopicamente la variante sciita dell'Islam.

### Visioni alternative
Si è scritto sul Journal of the Royal Central Asian Society che la battaglia tra Rostam e il Demone Bianco riecheggia la resistenza dei Persiani agli invasori provenienti da Nord, cioè dalle regioni rivierasche del Mar Caspio.